# 32e cérémonie des prix Génie
La 32e cérémonie des prix Génie  s'est déroulé le 8 mars 2012 pour récompenser les films sortis en 2011. Les nominations ont été annoncées le 17 janvier 2012.
La cérémonie était initialement prévue pour être hébergé par Andrea Martin et George Stroumboulopoulos, mais Martin a dû annuler à la dernière minute en raison d'un empêchement. Stroumboulopoulos a par conséquent accueilli la cérémonie seul, bien que lui et Martin pré-enregistrèrent un film d'introduction dans laquelle ils se sont battus pour trouver un remplaçant pour Martin, avec le apparitions fugaces de Martin Short, Chris Hyndman et Steven Sabados.

## Palmarès
Le vainqueur de chaque catégorie est indiqué en gras

### Meilleur film
- Monsieur Lazhar
  - Café de Flore
  - A Dangerous Method
  - Starbuck
  - Seule contre tous

### Meilleur acteur
- Mohamed Fellag, Monsieur Lazhar
  - Garret Dillahunt, Oliver Sherman
  - Michael Fassbender, A Dangerous Method
  - Patrick Huard, Starbuck
  - Scott Speedman, Edwin Boyd

### Meilleur acteur dans un second rôle
- Viggo Mortensen, A Dangerous Method
  - Antoine Bertrand, Starbuck
  - Kevin Durand, Edwin Boyd
  - Marin Gerrier, Café de Flore
  - Taylor Kitsch, The Bang Bang Club

### Meilleure actrice
- Vanessa Paradis, Café de Flore
  - Catherine De Léan, Nuit #1
  - Pascale Montpetit, The Girl in the White Coat
  - Rachel Weisz, Seule contre tous
  - Michelle Williams, Take This Waltz

### Meilleure actrice dans un second rôle
- Sophie Nélisse, Monsieur Lazhar
  - Roxana Condurache, Seule contre tous
  - Hélène Florent, Café de Flore
  - Julie Le Breton, Starbuck
  - Charlotte Sullivan, Edwin Boyd

### Meilleur réalisateur
- Philippe Falardeau, Monsieur Lazhar
  - David Cronenberg, A Dangerous Method
  - Larysa Kondracki, Seule contre tous
  - Steven Silver, The Bang Bang Club
  - Jean-Marc Vallée, Café de Flore

### Meilleure direction artistique
- James McAteer, A Dangerous Method
  - Jean Bécotte, Funkytown
  - Aidan Leroux et Rob Hepburn, Edwin Boyd
  - Patrice Vermette, Café de Flore
  - Emelia Weavind, The Bang Bang Club

### Meilleure photographie
- Jean-François Lord, Snow & Ashes
  - Miroslaw Baszak, The Bang Bang Club
  - Pierre Cottereau, Café de Flore
  - Jon Joffin, Daydream Nation
  - Ronald Plante, Monsieur Lazhar

### Meilleurs costumes
- Marie-Chantale Vaillancourt, Funkytown
  - Denise Cronenberg, A Dangerous Method
  - Farnaz Khaki-Sadigh, Afghan Luke
  - Ginette Magny et Emmanuelle Youchnovski, Café de Flore
  - Heather Neale, Keyhole

### Meilleur montage
- Stéphane Lafleur, Monsieur Lazhar
  - Jean-François Bergeron, The Year Dolly Parton Was My Mom
  - Michael Czarnecki, Sous la ville
  - Patrick Demers, Jaloux
  - Ronald Sanders, A Dangerous Method

### Meilleure adaptation
- Philippe Falardeau, Monsieur Lazhar
  - Ryan Redford, Oliver Sherman
  - David F. Shamoon, Sous la ville
  - Steven Silver, The Bang Bang Club

### Meilleur scénario original
- Ken Scott et Martin Petit, Starbuck
  - Anne Émond, Nuit #1
  - Eilis Kirwan et Larysa Kondracki, Seule contre tous
  - Jean-Marc Vallée, Café de Flore
  - Ryan Ward et Matthew Heiti, Son of the Sunshine

### Meilleur son
- Orest Sushko et Christian Cooke, A Dangerous Method
  - Stéphane Bergeron, Yann Cleary et Lise Wedlock, Marécages
  - Pierre Bertrand, Shaun Nicholas Gallagher et Bernard Gariépy Strobl, Monsieur Lazhar
  - Jean Minondo, Jocelyn Caron, Gavin Fernandes et Louis Gignac, Café de Flore
  - Lou Solakofski, Stephan Carrier et Kirk Lynds, The Bang Bang Club

### Meilleure montage sonore
- Wayne Griffin, Rob Bertola, Tony Currie, Andy Malcolm et Michael O'Farrell, A Dangerous Method
  - Fred Brennan, James Bastable, Gabe Knox et John Sievert, You Were Here
  - Claude Beaugrand, Olivier Calvert, Natalie Fleurant et Francine Poirier, Marécages
  - Martin Pinsonnault, Blaise Blanchier, Simon Meilleur, Mireille Morin et Luc Raymond, Café de Flore
  - Jeremy MacLaverty, Daniel Pellerin, Geoff Raffan, Jan Rudy, John Sievert et James Mark Stewart, Sous la ville

### Meilleure musique
- Howard Shore, A Dangerous Method
  - Ramachandra Borcar, Jaloux
  - Mychael Danna, Seule contre tous
  - Martin Léon, Monsieur Lazhar
  - Philip Miller, The Bang Bang Club

### Meilleure chanson
- Carole Facal, Quelque part (Starbuck)
  - Jay Brannan, My Love My Love (Cloudburst)
  - Malajube, Œil pour œil (Good Neighbours)
  - Steven Page, A Different Sort of Solitude (French Immersion)
  - Jean Robitaille et Steve Galluccio, Waiting for Your Touch (Funkytown)

### Meilleur documentaire
- At Night, They Dance
  - Beauty Day
  - Family Portrait in Black and White
  - The Guantanamo Trap
  - Wiebo's War (en)

### Meilleur documentaire court
- Zacharias Kunuk, Joel McConvey, Kristina McLaughlin, Kevin McMahon, Michael McMahon, Geoff Morrison et Ryan J. Noth, Sirmilik
  - John Cullen, 75 Watts (en)
  - Chelsea McMullan (en), Derailments (en)

### Meilleur court-métrage dramatique
- Ian Harnarine, Doubles with Slight Pepper
  - René Chénier (en) et Philippe Baylaucq, Ora (en)
  - Élaine Hébert et Sophie Goyette, La Ronde
  - Pedro Pires, Phoebe Greenberg et Penny Mancuso, Hope

### Meilleur court métrage d'animation
- Georges Schwizgebel, René Chénier (en) et Marc Bertrand, Romance (en)
  - Wendy Tilby et Amanda Forbis (en), Marcy Page (en) et Bonnie Thompson, Wild Life (en)
  - Alain Fournier, La Cité entre les murs
  - Michelle Latimer, Choke
  - Koji Yamamura, Michael Fukushima, Shuzo John Shiota et Keisuke Tsuchihashi, Muybridge's Strings

### Meilleur maquillage
- Christiane Fattori et Frédéric Marin, Café de Flore
  - Amber Makar, Amazon Falls
  - Virginie Paré, BumRush
  - Tammy Lou Pate, Snow & Ashes
  - Leslie Ann Sebert et David R. Beecroft, Take This Waltz

### Prix spéciaux
- Prix Claude Jutra: Nuit #1, Anne Émond[3]
- Prix Bobine d'or: Starbuck[4]